# Flore endémique de La Réunion

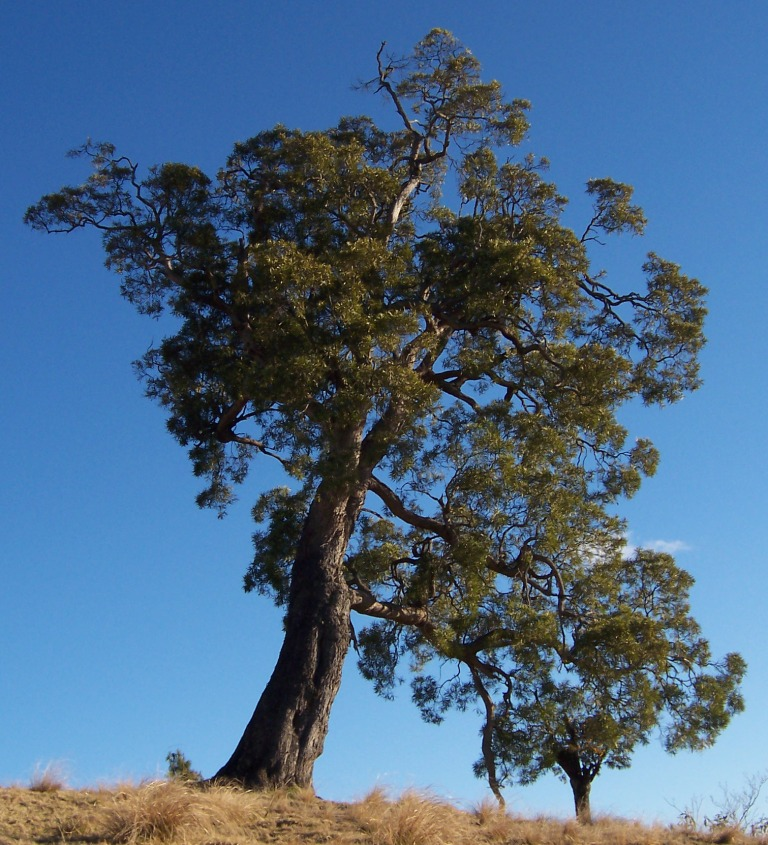
Un tamarin des Hauts dans les pâturages de la Plaine des Cafres.

Comme beaucoup d'îles voisines telles que Madagascar, la Réunion, reconnue pour la diversité de ses paysages, présente un fort taux d'endémisme, surtout végétal.  La biodiversité est très riche dans le milieu naturel. Ainsi le nombre d'espèces végétales endémiques par unité de surface y serait trois fois supérieur à celui de Hawaï et cinq fois à celui des Galapagos. Il y aurait ainsi 160 plantes à fleurs endémiques dans ce département d'outre-mer français. Ses hauteurs sauvages sont devenues un parc national appelé parc national de La Réunion le 5 mars 2007.
Nombreux sont les villages, lieux-dits ou ravines qui portent le nom d'une plante endémique ou indigène de l'île : Takamaka, Tan rouge, Plaine d'Affouches, Pente Benjoin.

## Liste des espèces végétales endémiques de La Réunion
PLes noms scientifiques sont classés selon l'ordre alphabétique.
| Nom scientifique             | Créateur                      | Famille          | Nom vernaculaire                |  |
| ---------------------------- | ----------------------------- | ---------------- | ------------------------------- |  |
| Abutilon exstipulare         | (Cav.) G.Don                  | Malvaceae        | Mauve                           |  |
| Acacia heterophylla          | Willd.                        | Fabaceae         | Tamarin des Hauts               |  |
| Acanthophoenix crinita       | (Bory) H.Wendl.               | Arecaceae        | Palmiste Noir / Rouge des Hauts |  |
| Acanthophoenix rousselii     | N.Ludw.                       | Arecaceae        | Palmiste de Roussel             |  |
| Acanthophoenix rubra         | (Bory) H.Wendl.               | Arecaceae        | Palmiste Rouge                  |  |
| Aeranthes strangulata        | Frapp. ex Cordem.             | Orchidaceae      |                                 |  |
| Agrostis barbigera           | C.Cordem. ex Cordem.          | Poaceae          |                                 |  |
| Agrostis borbonica           | C.Cordem. ex Cordem.          | Poaceae          | Agrostide barbue                |  |
| Agrostis salaziensis         | C.Cordem. ex Cordem.          | Poaceae          | L'agrostide de Bourbon          |  |
| Aloe macra                   | Haw.                          | Asphodelaceae    | Mazambron marron                |  |
| Amauropelta heteroptera      | (Desv.) Holttum               | Thelypteridaceae |                                 |  |
| Amauropelta salazica         | (Holttum) Holttum             | Thelypteridaceae |                                 |  |
| Angraecum borbonicum         | Bosser                        | Orchidaceae      |                                 |  |
| Angraecum bracteosum         | Balf.f. et S.Moore            | Orchidaceae      |                                 |  |
| Angraecum striatum           | Thouars                       | Orchidaceae      |                                 |  |
| Angraecum patens             | Frapp. ex Cordem.             | Orchidaceae      |                                 |  |
| Angraecum cilaosianum        | (Cordem.) Schltr.             | Orchidaceae      | Angrec de Cilaos                |  |
| Angraecum cordemoyi          | Schltr.                       | Orchidaceae      |                                 |  |
| Angraecum cornigerum         | Cordem.                       | Orchidaceae      |                                 |  |
| Angraecum costatum           | Frapp. ex Cordem.             | Orchidaceae      |                                 |  |
| Angraecum hermannii          | (Cordem.) Schltr.             | Orchidaceae      |                                 |  |
| Angraecum liliodorum         | Frapp. ex Cordem.             | Orchidaceae      |                                 |  |
| Angraecum microphyton        | (Frapp. ex Cordem.) Schltr.   | Orchidaceae      |                                 |  |
| Angraecum minutum            | Frapp. ex Cordem.             | Orchidaceae      |                                 |  |
| Angraecum spicatum           | (Cordem.) Schltr.             | Orchidaceae      |                                 |  |
| Angraecum tenuifolium        | Frapp. ex Cordem.             | Orchidaceae      |                                 |  |
| Angraecum undulatum          | (Cordem.) Schltr.             | Orchidaceae      |                                 |  |
| Angraecum viridiflorum       | Cordem.                       | Orchidaceae      |                                 |  |
| Arnottia imbellis            | (Frapp. ex Cordem.) Schltr.   | Orchidaceae      |                                 |  |
| Badula barthesia             | (Lam.) A.DC.                  | Myrsinaceae      |                                 |  |
| Badula borbonica             | A.DC.                         | Myrsinaceae      |                                 |  |
| Badula decumbens             | (Cordem.) Coode               | Myrsinaceae      |                                 |  |
| Badula fragilis              | Bosser et Coode               | Myrsinaceae      |                                 |  |
| Badula grammisticta          | (Cordem.) Coode               | Myrsinaceae      |                                 |  |
| Badula nitida                | (Coode) Coode                 | Myrsinaceae      |                                 |  |
| Berenice arguta              | Tul.                          | Campanulaceae    |                                 |  |
| Bertiera borbonica           | A.Rich. ex DC.                | Rubiaceae        |                                 |  |
| Bertiera rufa                | DC.                           | Rubiaceae        | Bois de raisin                  |  |
| Blechnum marginatum          | (Fée) Kuhn                    | Blechnaceae      |                                 |  |
| Boehmeria stipularis         | Wedd.                         | Urticaceae       |                                 |  |
| Bonniera appendiculata       | (Frapp. ex Cordem.) Cordem.   | Orchidaceae      |                                 |  |
| Bonniera corrugata           | Cordem.                       | Orchidaceae      |                                 |  |
| Bulbophyllum conicum         | Thouars                       | Orchidaceae      |                                 |  |
| Bulbophyllum herbula         | Frapp. ex Cordem              | Orchidaceae      |                                 |  |
| Bulbophyllum macrocarpum     | Frapp. ex Cordem              | Orchidaceae      |                                 |  |
| Carex balfourii              | Kük.                          | Cyperaceae       |                                 |  |
| Carex borbonica              | Lam.                          | Cyperaceae       |                                 |  |
| Carex ramosa                 | Willd.                        | Cyperaceae       |                                 |  |
| Carex musei                  | Steud.                        | Cyperaceae       |                                 |  |
| Carex reunionis              | Marais                        | Cyperaceae       |                                 |  |
| Carex wahlenbergiana         | Boott                         | Cyperaceae       |                                 |  |
| Chamaesyce goliana           | (Lam.) comb. ined.            | Euphorbiaceae    |                                 |  |
| Chamaesyce reconciliationis  | (Radcl.-Sm.) Soják            | Euphorbiaceae    |                                 |  |
| Chamaesyce viridula          | (Cordem. ex Radcl.-Sm.) Soják | Euphorbiaceae    |                                 |  |
| Chassalia bosseri            | Verdc.                        | Rubiaceae        |                                 |  |
| Chassalia corallioides       | (Cordem.) Verdc.              | Rubiaceae        | Bois de corail                  |  |
| Chassalia gaertneroides      | (Cordem.) Verdc.              | Rubiaceae        | Bois de losteau                 |  |
| Claoxylon dolichostachyum    | Cordem.                       | Euphorbiaceae    |                                 |  |
| Claoxylon glandulosum        | Boivin ex Baill.              | Euphorbiaceae    | Gros bois d'oiseaux             |  |
| Claoxylon racemiflorum       | A.Juss. ex Baill.             | Euphorbiaceae    |                                 |  |
| Claoxylon setosum            | Coode                         | Euphorbiaceae    |                                 |  |
| Costularia melicoides        | (Poir.) C.B.Clarke            | Cyperaceae       |                                 |  |
| Croton mauritianus           | Lam.                          | Euphorbiaceae    |                                 |  |
| Ctenitis borbonica           | (Baker) Tardieu               | Dryopteridaceae  |                                 |  |
| Ctenitis cyclochlamys        | (Fée) Holttum                 | Dryopteridaceae  |                                 |  |
| Ctenitis humida              | (Cordem.) Holttum             | Dryopteridaceae  |                                 |  |
| Ctenitis lanata              | (Fée) Holttum                 | Dryopteridaceae  |                                 |  |
| Cyathea glauca               | Bory                          | Cyatheaceae      | Fanjan                          |  |
| Cynoglossum borbonicum       | Bory                          | Boraginaceae     |                                 |  |
| Cynorkis breviplectra        | (Frapp. ex Cordem.) Schltr.   | Orchidaceae      |                                 |  |
| Cynorkis cadetii             | Bosser                        | Orchidaceae      |                                 |  |
| Cynorkis calcaripotens       | (Frapp. ex Cordem.) Schltr.   | Orchidaceae      |                                 |  |
| Cynorkis clavata             | (Frapp. ex Cordem.) Schltr.   | Orchidaceae      |                                 |  |
| Cynorkis constellata         | (Frapp. ex Cordem.) Schltr.   | Orchidaceae      |                                 |  |
| Cynorkis discolor            | (Frapp. ex Cordem.)           | Orchidaceae      |                                 |  |
| Cynorkis exilis              | (Frapp. ex Cordem.) Schltr.   | Orchidaceae      |                                 |  |
| Cynorkis frappieri           | Schltr.                       | Orchidaceae      |                                 |  |
| Cynorkis nervilabris         | (Frapp. ex Cordem.) Schltr.   | Orchidaceae      |                                 |  |
| Cynorkis paradoxa            | (Frapp. ex Cordem.) Schltr.   | Orchidaceae      |                                 |  |
| Cynorkis pleiadea            | (Frapp. ex Cordem.) Schltr.   | Orchidaceae      |                                 |  |
| Cynorkis reticulata          | (Frapp. ex Cordem.) Schltr.   | Orchidaceae      |                                 |  |
| Cynorkis variegata           | (Frapp. ex Cordem.) Schltr.   | Orchidaceae      |                                 |  |
| Cyperus expansus             | Poir.                         | Cyperaceae       | Papyrus                         |  |
| Delosperma napiforme         | (N.E.Br.) Schwantes           | Aizoaceae        |                                 |  |
| Diospyros borbonica          | I.Richardson                  | Ebenaceae        | Bois noir des hauts             |  |
| Disa borbonica               | Balf.f. et S.Moore            | Orchidaceae      |                                 |  |
| Dombeya blattiolens          | Frapp. ex Cordem.             | Malvaceae        |                                 |  |
| Dombeya ciliata              | Cordem.                       | Malvaceae        | Mahot blanc                     |  |
| Dombeya delislei             | Arènes                        | Malvaceae        |                                 |  |
| Dombeya elegans              | Cordem.                       | Malvaceae        | Mahot rose                      |  |
| Dombeya ficulnea             | Baill.                        | Malvaceae        | Petit mahot                     |  |
| Dombeya pilosa               | Cordem.                       | Malvaceae        | Mahot blanc                     |  |
| Dombeya punctata             | Cav.                          | Malvaceae        | Mahot                           |  |
| Dombeya reclinata            | Cordem.                       | Malvaceae        | Mahot rouge                     |  |
| Dombeya umbellata            | Cav.                          | Malvaceae        |                                 |  |
| Droguetia gaudichaudiana     | Marais                        | Urticaceae       |                                 |  |
| Droguetia leptostachys       | (Pers.) Wedd.                 | Urticaceae       |                                 |  |
| Elaphoglossum richardii      | (Bory ex Fée) H.Christ        | Lomariopsidaceae |                                 |  |
| Elaphoglossum stipitatum     | (Bory ex Fée) T.Moore         | Lomariopsidaceae |                                 |  |
| Embelia demissa              | Cordem.                       | Myrsinaceae      |                                 |  |
| Erica arborescens            | (Willd.) E.G.H.Oliv.          | Ericaceae        | Branle filao                    |  |
| Erica galioides              | Lam.                          | Ericaceae        | Thym marron                     |  |
| Erica reunionensis           | E.G.H.Oliv.                   | Ericaceae        | Branle vert                     |  |
| Eriotrix commersonii         | Cadet                         | Asteraceae       |                                 |  |
| Eriotrix lycopodioides       | (Lam.) DC.                    | Asteraceae       |                                 |  |
| Eugenia bosseri              | J.Guého et A.J.Scott          | Myrtaceae        |                                 |  |
| Eugenia buxifolia            | Lam.                          | Myrtaceae        | Bois de nèfles                  |  |
| Eugenia mespiloides          | Lam.                          | Myrtaceae        | Bois de nèfles grande feuille   |  |
| Eulophia borbonica           | Bosser                        | Orchidaceae      |                                 |  |
| Eulophia versicolor          | Frapp. ex Cordem.             | Orchidaceae      |                                 |  |
| Euphorbia borbonica          | Boiss.                        | Euphorbiaceae    |                                 |  |
| Faujasia cadetiana           | C.Jeffrey                     | Asteraceae       |                                 |  |
| Faujasia pinifolia           | Cass.                         | Asteraceae       | Faujasia à feuille de pin       |  |
| Faujasia salicifolia         | (Pers.) C.Jeffrey             | Asteraceae       | Chasse vieillesse               |  |
| Faujasia squamosa            | (Bory) C.Jeffrey              | Asteraceae       | Faujasie écailleuse             |  |
| Fernelia pedunculata         | C.F.Gaertn.                   | Rubiaceae        |                                 |  |
| Festuca borbonica            | Spreng.                       | Poaceae          |                                 |  |
| Forgesia racemosa            | J.F.Gmel.                     | Escalloniaceae   |                                 |  |
| Gaertnera vaginata           | Poir.                         | Rubiaceae        | Losto café                      |  |
| Gastonia cutispongia         | Lam.                          | Araliaceae       |                                 |  |
| Gastrodia similis            | Bosser                        | Orchidaceae      |                                 |  |
| Grammitis melanoloma         | (Boivin ex Cordem.) Tardieu   | Polypodiaceae    |                                 |  |
| Habenaria chloroleuca        | Frapp. ex Cordem.             | Orchidaceae      |                                 |  |
| Habenaria citrata            | Thouars                       | Orchidaceae      |                                 |  |
| Helichrysum arnicoides       | (Lam.) Cordem.                | Asteraceae       | velours blanc                   |  |
| Helichrysum heliotropifolium | (Lam.) DC.                    | Asteraceae       | Petit velours blanc             |  |
| Heterochaenia borbonica      | Badré & Cadet                 | Campanulaceae    |                                 |  |
| Heterochaenia ensifolia      | (Lam.) DC.                    | Campanulaceae    |                                 |  |
| Heterochaenia rivalsii       | Badré & Cadet                 | Campanulaceae    |                                 |  |
| Hubertia multifoliosa        | (Klatt) C.Jeffrey             | Asteraceae       |                                 |  |
| Hubertia tomentosa           | Bory                          | Asteraceae       | Ambaville blanc                 |  |
| Hydrocotyle grossularioides  | A.Rich.                       | Araliaceae       |                                 |  |
| Hymenophyllum balfourii      | Baker                         | Hymenophyllaceae |                                 |  |
| Hyophorbe indica             | Gaertn.                       | Arecaceae        | Palmiste poison                 |  |
| Indigofera ammoxylum         | (DC.) Polhill                 | Fabaceae         |                                 |  |
| Ischaemum koleostachys       | (Steud.) Hack.                | Poaceae          |                                 |  |
| Jumellea divaricata          | (Frapp. ex Cordem.) Schltr.   | Orchidaceae      |                                 |  |
| Jumellea exilis              | (Cordem.) Schltr.             | Orchidaceae      |                                 |  |
| Ruizia Cordata               |                               | Sterculiaceae    | Bois de senteur blanc           |  |

### A
- Acacia heterophylla - Tamarin des Hauts.
- Aloe macra - Mazambron marron.
- Amauropelta salazica
- Angraecum microphyton
- Angraecum patens
- Arnottia imbellis
- Astelia hemichrysa - Ananas marron.

### B
- Badula decumbens.
- Badula borbonica.
- Blechnum marginatum
- Bonniera appendiculata
- Bonniera corrugata
- Bulbophyllum herbula

### C
- Chamaesyce reconciliationis
- Cyathea glauca. - fougère arborescente (fanjan femelle)
- Cyperus expansus - Papyrus.
- Cynoglossum borbonicum

### D
- Delosperma napiforme - Lavangère.
- Dombeya ficulnea - Petit mahot.
- Dombeya elegans - Mahot rose.
- Dombeya pilosa.

### E
- Embelia demissa.
- Erica arborescens - Branle filao.
- Erica reunionensis - Branle vert.
- Eugenia buxifolia - Bois de nèfles à petites feuilles.
- Eulophia borbonica.
- Eulophia coccifera.
- Eulophia versicolor.

### F
- Forgesia racemosa - Bois de Laurent Martin.

### H
- Helichrysum heliotropifolium.
- Heterochaenia borbonica.
- Heterochaenia ensifolia.
- Heterochaenia fragrans.
- Heterochaenia rivalsii.
- Hibiscus columnaris - Mahot rempart.
- Hubertia ambavilla - Ambaville.
- Hubertia tomentosa - Ambaville blanc.
- Hyophorbe indica - Palmiste poison.

### L
- Latania lontaroides - Latanier rouge.

### M
- Melicope coodeana.

### P
- Peperomia pedunculata
- Peperomia borbonensis
- Polyscias coriacea.
- Psiadia aspera.
- Psiadia melastomatoides.
- Psiadia retusa.
- Psiadia rivalsii.
- Psiadia sericea.

### R
- Ruizia cordata - Bois de senteur blanc.

### S
- Sideroxylon borbonicum - Bois de fer bâtard
- Sophora denudata - Petit tamarin des Hauts

### T
- Tabernaemontana persicariaefolia.
- Tambourissa elliptica - Bois de bombarde.
- Erica galioides - Thym marron
- Tournefortia bojeri.
- Turraea cadetii.

### U
- Usnea barbata - Barbe de Jupiter.